# Joan Curry
Patricia Joan Curry (Penzance, dicembre 1918 – Kingston upon Thames, agosto 2020) è stata una tennista e giocatrice di squash britannica.

## Carriera
In singolare ha raggiunto i quarti di finale a Wimbledon 1946 dove è stata sconfitta dalla futura campionessa Pauline Betz, ha ripetuto il risultato al Roland Garros 1949 dove ha sconfitto a sorpresa la seconda testa di serie Louise Brough prima di arrendersi all'italiana Annalisa Bossi. Si è ripresentata ai quarti di finale a Parigi nel 1952 dove si è arresa in tre set a Shirley Fry.
Nel doppio ha giocato due semifinali al Roland Garros nel 1946 e 1949 mentre sull'erba di Wimbledon è avanzata fino ai quarti nel 1950.
Ha raggiunto la finale degli Internazionali d'Italia 1950, sconfitta nuovamente da Annalisa Bossi, ha giocato tre finali al Surrey Grass Court Championships vincendo quella del 1948 e venendo sconfitta nel 1947 e 1951, infine ai Campionati Internazionali di Sicilia del 1952 ha trionfato sia in singolare che nel doppio.
In Wightman Cup ha rappresentato la Gran Bretagna nel 1946 e 1950 venendo sconfitta in entrambi gli incontri disputati.